# Mobil webbplats
En mobil webbplats, är en webbplats som är optimerad i både layout och innehåll för användning via en mobil enhet med smal skärm, till exempel en smartphone eller platta med webbläsare. En annan anledning till att skaffa en mobil webbplats är att många så kallade "smarta telefoner" med webbläsare inte kan läsa Flash-filer, varför en mobilanpassad version av webbplatsen kan vara viktig eftersom en mobil användare inte kommer att kunna se ordinarie webbplats med Flash på ett bra sätt.

## Teknik
En föregångare till mobila webbplatser var wap-sidor, avsedd för mobiltelefoner utan pekskärm, men med piltangenter för att manövrera mellan sidorna.
Dagens mobilanpassade webbplatser använder responsiv webbdesign, som anpassar layouten till användarens skärmbredd, exempelvis antal kolumner, bildernas bredd, med mera. 
Webbplatsutvecklaren skapar i allmänhet en mobilversion av den ordinarie webbplatsen, men istället för att ersätta den ordinarie webbplatsen så placeras en javascriptkod i huvudet på webbsidan som läser av vilken typ av enhet webbsidan öppnas ifrån. Öppnas webbsidan från en mobil enhet visas den mobila versionen av webbplatsen och tvärtom. 
Google föreslog 2009 att en mobilanpassad webbplats bör vara kodad i XHTML, WML, eller CHTML som är mest gångbart i mobila enheter.